# NGC 209
NGC 209 é uma galáxia elíptica (E-S0) localizada na direcção da constelação de Cetus. Possui uma declinação de -18° 36' 30" e uma ascensão recta de 0 horas, 39 minutos e 03,5 segundos.
A galáxia NGC 209 foi descoberta em 1886 por Frank Leavenworth.